# Pterygoplichthys etentaculatus
Pterygoplichthys etentaculatus és una espècie de peix de la família dels loricàrids i de l'ordre dels siluriformes que habita a la conca del riu São Francisco. És un peix d'aigua dolça i de clima tropical (22 °C-30 °C). Els mascles poden assolir 30 cm de longitud total.